# HTC MT-03

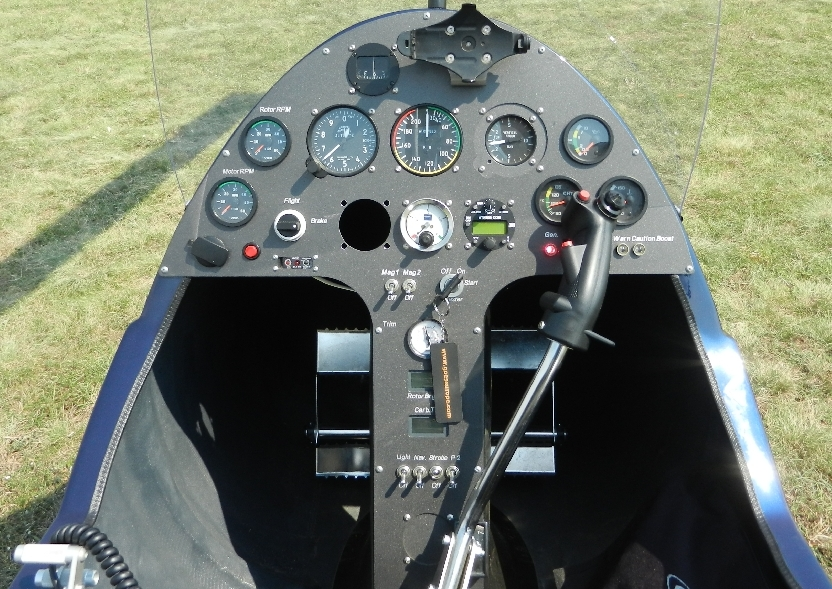
Das Cockpit eines AutoGyro MT-03

Der HTC MT-03 ist ein doppelsitziger, offener Tragschrauber des Unternehmens AutoGyro (früher HTC), das seinen Sitz am Flugplatz Hildesheim hat. Der MT-03 stellt die Vorgängerversion des MTOsport dar.
Die zwei hintereinander angeordneten Sitze sind mit einer Doppelsteuerung ausgerüstet.
Der Vortrieb erfolgt mittels eines Druckpropellers, der von einem Rotax 912 ULS mit einer Leistung von 100 PS (wahlweise kann auch der Rotax 914 mit 115 PS und Turbolader eingebaut werden) angetrieben wird. Zwischen Motor und Propeller befindet sich ein Untersetzungsgetriebe mit einem Drehzahlverhältnis von 1:2,43 und eine serienmäßige Rutschkupplung.

## Technische Daten
- Leermasse: 239 kg
- max. Startmasse: 450 kg
- Zuladung: 211 kg
- VNE: 163 km/h
- VReise: 130 km/h
- Vmin: 30 km/h
- Steigrate: 5 m/s
- Startrollstrecke: 10 bis 70 m (=ESTOL)
- Landerollstrecke: 0 bis 15 m
- Tankinhalt: 69 l (34 l in Deutschland)
- Reichweite: ca. 400 km
- Länge: 5100 mm
- Breite: 1900 mm
- Höhe: 2750 mm
- Rotordurchmesser: 8400 mm